# Attentato dell'incrocio di Tapuah del 2013
L'attentato dell'incrocio di Tapuah del 2013 fu un attacco terroristico palestinese avvenuto il 30 aprile 2013 in cui un civile israeliano, Evyatar Borovsky, fu accoltellato a morte a una fermata del bus nel nord della Cisgiordania. L'autore fu identificato come un uomo palestinese di nome Salam As'ad Zaghal. L'accoltellamento fu elogiato dal partito Fatah del presidente palestinese Mahmud Abbas, dalla sua ala militare e dalla sua propaggine islamista del movimento mujaheddin palestinese, e dalla famiglia di Zaghal.
3 anni prima, il 10 febbraio 2010, nello stesso luogo, un ufficiale di polizia dell'Autorità Nazionale Palestinese, Muhammad Hatib, accoltellò a morte il soldato druso israeliano Ihab Khatib mentre quest'ultimo era seduto su una jeep al semaforo.